# Stabile di Milano
Stabile di Milano (Milano, ... – Milano, 13 dicembre 744) è stato un arcivescovo italiano, arcivescovo di Milano dal 742 al 744.

## Biografia
La vita di Stabile è praticamente sconosciuta: di lui si ignora ad oggi l'anno di nascita e l'estrazione sociale.
Si sa che ascese alla cattedra di Milano il 12 agosto 742.
Favorì la riconciliazione tra papa Zaccaria ed il re longobardo Liutprando.
Morì a Milano il 13 dicembre 744, dopo appena due anni di reggenza della cattedra arcivescovile.